# ローラ・T810/日産
ローラ・T810/日産は、1985年、IMSA GT選手権（IMSA）および全日本耐久選手権参戦用にローラ・カーズが製作したIMSA-GTP/グループCカテゴリのスポーツカーである。
エンジンは日産自動車のフェアレディZ用3リッターV型6気筒ターボエンジン・VG30を搭載。IMSA-GTPがシングルターボ、グループCがツインターボとなる。
なお、IMSAでは日産GTP ZX-T、全日本耐久選手権ではフェアレディZCの名でエントリーをしていた。

## 概要
1985年、IMSA-GTOからIMSA-GTPへとステップアップするエレクトラモーティブ用のシャシーとして開発された。なおローラは同じ時期にゼネラルモーズ（GM）がシボレー・コルベットブランドで参戦用のシャシーT710も開発している。同じ時期、日本の日産もグループC用にエレクトラモーティブ・チューンのVG30を導入することを決めた。エレクトラモーティブ側からは、このエンジンをT810シャシーとセットで購入するように要求されたものの、日産はローラの採用歴が無かった。そこで、マーチ・85Gも投入する両面作戦となった。マーチはホシノレーシング、ハセミモータースポーツ、ローラはセントラル20が使用することになった。

## 戦績
IMSA GT選手権（IMSA）初出走は、1985年4月の第5戦リバーサイド。しかし予選（15位）のみで決勝はキャンセル。続く第6戦ラグナ・セカでデビューを果たし、11位で完走している。 しばらく欠場した後、7月の第11戦ポートランドから復帰。結局この年は予選8位、決勝9位が最高位と目立った戦績はあげていない。全日本耐久選手権は1985年7月の第3戦・富士500マイルでデビュー。ドライバーは柳田春人/鈴木亜久里。予選5位とまずまずながら決勝はリタイヤ。この年はWEC-JAPANの8位が最高位であった。
1986年、エレクトラモーティブではIMSA GT選手権第12戦ポートランドから、鈴鹿実隆デザインのオリジナルボディを投入、ポールポジション2回、決勝3位1回と徐々に好成績をあげていく。全日本耐久選手権は第2戦・富士1000kmで6位に入賞するもこれが最上位。第4戦鈴鹿1000kmを最後にセントラル20ではマーチ・85Gにマシンを変更し、全日本耐久選手権での役割を終える。
1987年のIMSA GT選手権では、第3戦マイアミGPでついに初優勝を遂げる。
1988年のIMSA GT選手権には、このローラ・T810をベースにエレクトラモーティブのオリジナルマシンを投入、連勝街道を突き進むことになる。この1988年に投入されたオリジナルマシンはローラと区別するため日産・GTP ZX-T88と呼ばれることもある。